# حاتم القروي
حاتم القروي فنان صلام وممثل كوميدي وإعلامي تونسي، يعتبر مؤسس فن الصلام بتونس والعالم العربي، وسلك طريقا خاصا به بين هذا الفن والمسرح الكوميدي.
اشتهر بإنتاج وتقديم عروض صلام من أهمها سلام عليكم وكيف كيف وباسبور. كما اشتهر بتقديم برامج إذاعية وتلفزيّة من أهمّها برنامج ماشية وتمركي  على قناة التونسية وسلسلة حكومة كويز الكوميدية على قناة تونسنا وبرنامج حالة عادية على راديو إكسبراس أف أم وفقرة القروي في إذاعة كلمة وبرنامج اللمة وما فمة في راديو شمس أف أم. قام القروي كذلك بالمشاركة في عدّة مسرحيّات منها عشق أباد 1 ومانيفستو السرور والناس الاخرى، وفي عدّة سلسلات تلفزيّة أبرزها سيارة إسعاف وامبوتياج وهاذوكم.

## نشأته
ولد حاتم القروي بمنطقة قرطاج، الضاحية الشّمالية لمدينة تونس في 12 مارس 1972. وقد غادر هذه المنطقة صغيرا ليستقر هو وعائلته بوسط العاصمة، بمنطقة تدعى لافيات.
زاول تعليمه الابتدائي والثانوي والجامعي بتونس، ونال شهادته الجامعية في اختصاص التسويق وبدأ يشتغل في هذا الاختصاص، لكنّه كان دائما يرغب في التوجه نحو فن لطالما شغله، هو فن الصلام.

## مسيرته الفنية

### في الصلام
تأثر حاتم القروي بفنان الصلام الفرنسي فابيان مارسو الشهير باسم جسد كبير مريض)Grand Corps Malade(وبدأ محاولاته الأولى في كتابة السلام سنة 2007. ساهم تعرفه على كل من مهدي الرقيق ونجيب الرقيق في بداية مسيرة طويلة مع فن الصلام، إذ قُدّم أول عرض من هذا النوع الفني بمسرح التياترو بتونس العاصمة يوم 1 مارس 2008، وكان العرض بعنوان «سلام عليكم».

#### العروض
توسّعت مجموعة «سلام عليكم» إثر ذلك وبقيت تعرض لمدّة 3 سنوات، ثمّ تلتها تجارب أخرى، هي على التّوالي:
- سلام عليكم: من 2008 إلى 2011
- كيف كيف: من 2011 إلى 2013
- باسبور Pass-Port : من 2015 إلى 2019

#### الأغاني المميّزة
من أشهر الأغاني الّتي عرفت بصلام حاتم القروي:
- صلام «الألقاب»
- صلام «شعب تمسو تسمع حسو»
- خديجة
- ماي نايم إيز سبسي My name is Sebssi
- يا حلمة
- ماي نايم إيز بوتين My name is Putin
- مساهمة صلام في غناية ليك لبيرم بن كيلاني

### في المسرح

#### كاتب وممثل
كانت بدايات حاتم القروي على الركح كممثل مسرحي في ديسمبر 2001 مع تحضيرات مسرحية هنا تونس للمخرج توفيق الجبالي، لكن لارتباطاته المهنيّة آنذاك لم يواصل التجربة.
رجع للمسرح وللتياترو بالتحديد في 2007 حيث صعد بعد ذلك في 2008 على الركح في مسرحية عشقباد 1 للمخرج غازي الزغباني، ثم مثل في مسرحية مانيفاستو السرور لتوفيق الجبالي في 2009 ومسرحية الناس الأخرى لتوفيق الجبالي في 2010.
في أفريل 2011، كتب حاتم القروي سكاتش ساخرا إسمه «ثورة» وطوله 10 دقائق، كانت عروضه الأولى بفضاء التياترو بتونس ثم إنتقل به إلى فرنسا ليشارك به في مهرجان أفينوين festival d'Avignon بسبعة عروض يوميا من 8 إلى 14 جويلية 2011.
كتب ومثل أيضا في 2012 سكاتشا ساخرا آخر بعنوان «مضمض» وفي 2013 مثل في مسرحية «آلو قاقارين» للمخرج المسرحي العراقي مهند الهادي.

#### مخرج
أخرج حاتم القروي مسرحية SLAM FUSION صحبة المسرحي عمار اللطيفي في أكتوبر 2013 وذلك مع ثلة من الشباب والشابات من القصرين وسيدي بوزيد وتلتها 3 عروض في كل من القصرين وسيدي بوزيد والتياترو بتونس.
وفي جانفي 2014، أخرج حاتم القروي مرة أخرى مع المسرحي عمار اللطيفي مسرحية «دز ثور» مع نفس المجموعة الشبابية من القصرين وسيدي بوزيد وتلتها أيضا 3 عروض في كل من سبيطلة وسيدي بوزيد والتياترو بتونس.
في 2015 أخرج مسرحية وان مان شو للممثل الكوميدي مهدي محجوب بعنوان «كر وفر».
في مارس 2019، أخرح حاتم مسرحية جديدة بعنوان الدخلاء مع ثلاثة ممثلين: حلمي بن علي ومهدي محجوب وعقيل القلسي، وتلتها عروض في التياترو وفي مسرح الحمراء بتونس.

### في السينما
مثل حاتم القروي في 3 أفلام قصيرة.
كان له دور البطولة في فيلم كاتم الصمت للمخرج السينمائي المغربي أسامة العزي حيث لعب دور جندي متقاعد متأثر من الرواسب النفسية الأليمة للحرب وتحصل هذا الفيلم على جائزة الصقر الذهبي في المهرجان الدولي لسينما الهواة بقليبية (FIFAK) في أوت 2017 وعرض أيضا في أيام قرطاج السينمائية في أكتوبر 2017.
وكان أيضا لحاتم دور البطولة في فيلم رعب للمخرج السينمائي التونسي نوفل صاحب الطابع حيث تقمص دور ناشط بالمجتمع المدني في فترة حكم بن علي وعرض الفيلم في أيام قرطاج السينمائية في أكتوبر 2018.
كما لعب كذلك حاتم دور صاحب المكتبة في الفيلم الأخير للمخرج المغربي أسامة العزي حورية بطولة الممثلة التونسية فاطمة بن سعيدان والذي تحصل على جوائز عدة في عديد المهرجانات الدولية.

## مسيرته الإعلامية

### برامج إذاعيّة
أول تجربة إذاعية لحاتم القروي كانت كمنشط في إذاعة إكسبراس أف أم من أكتوبر 2010 لجانفي 2011 بحصتين: واحدة أسبوعية عنوانها «I have a dream» وأخرى يوميّة اسمها «حالة عادية».
في صائفة 2012، كانت له وصلة أسبوعية في إذاعة تونس الدولية بعنوان « Le Slam du lundi »
في موسم 2014 -2015 كانت له فقرة نقدية يومية عنوانها القروي على إذاعة كلمة مع المنشط مراد الزغيدي.
في موسم 2017-2018 كان فقرة نقدية في الحصة اليومية اللمة وما ثمة على إذاعة شمس أف أم صحبة المنشطة عفاف الغربي والممثلة ريم الحمروني.

### برامج تلفزيونية
في ربيع 2013 قدم حاتم القروي الحلقات العشرة لسلسلة ماشية وتمركي وهي حصة سياسية ترفيهية بثت على قناة التونسية يقود فيها حاتم سيارة تاكسي ويستضيف فيها كل مرة رجل سياسة يتحاور معه وهما يتجولان في المدينة على متن التاكسي. وفي الأثناء، يركب بعض المواطنين التاكسي ويتحاورون مع المسؤول السياسي.
أيضا في رمضان 2013، قدم حاتم القروي حصة ساخرة من السياسيين من 15 حلقة على قناة تونسنا...وإسمها حكومة كويز من إخراج فراس السبوعي، وقد قام حاتم بكتابة النّصوص وبتقليد الشّخصيّات في هذه السّلسلة.

### ممثل تلفزيوني
مثل حاتم القروى في سلسلة «Ambulance» للمخرج لسعد الوسلاتي دور الدكتور جلال في رمضان 2015 على قناة التاسعة التونسية، كما مثل دور أخ البطلة في سلسلة «embouteillage» للمخرج وليد الطايع في رمضان 2016 على قناة حنبعل التونسية ودور رجل أعمال فاسد في سلسلة هاذوكم للمخرج عبد الحميد بوشناق (حلقة إفرح بيا) في رمضان 2017 على قناة نسمة التونسية وأيضا دور طبيب نفساني للحيوانات في الحلقة 10 من سلسلة نسيبتي العزيزة للمخرج صلاح الدين الصيد في رمضان 2018.

## نشاطه المدني
أسس حاتم القروي صحبة صديقه أنيس الزقرني موعدا فنيا شهريا في نوفمبر 2011 للمولعين بالصلام أطلق عليه اسم لمة صلام، وقد أصبح بمرور الوقت ظاهرة فنية واجتماعية عند الشباب.
كان الموسم الأول 2011- 2012 من لمة صلام بمركز الفنون بالبلفيدير ثم انتقل في المواسم التالية إلى المقهى الثقافي Liber'thé الموجود بحي لافايات بتونس العاصمة.
تواصل موعد الصلام الشهري وذلك عشية آخر سبت في كل شهر إلى جوان 2015، وكانت هذه التظاهرة فرصة لإبراز عديد المواهب ومن بينها من أصبح معروفا بفضل لمة صلام مثل الشاعر أنيس شوشان والممثل الكوميدي مهدي محجوب وغيرهما...

## رابط خارجي
- غنية ليك على يوتيوب
- مي نايم إز سبسي على يوتيوب
- خديجة على يوتيوب
- يا حلمة على يوتيوب
- My Name is Putin على يوتيوب
- . على يوتيوب
- الشعب تمسوا تسمع حسو . على يوتيوب

## روابط خارجية
- حاتم القروي على موقع IMDb (الإنجليزية)
- حاتم القروي على موقع قاعدة بيانات الأفلام العربية